# Trididemnum tenerum
Trididemnum tenerum är en sjöpungsart som först beskrevs av Addison Emery Verrill 1871.  Trididemnum tenerum ingår i släktet Trididemnum och familjen Didemnidae. Enligt den svenska rödlistan är arten otillräckligt studerad i Sverige. Arten förekommer i Götaland. Artens livsmiljö är havet. Inga underarter finns listade i Catalogue of Life.